# PAF (pastillas de guitarra)
P.A.F. o simplemente PAF es una pastilla humbucker, inventada por el ingeniero de Gibson Seth Lover en 1955 cuya producción en masa comenzó en 1957. Es común confundirla como la primera pastilla humbucker que existió debido a la popularidad de Gibson y por ser la primera en solicitar la patente. Las primeras humbuckers usadas y patentadas fueron realmente un prototipo de Filter'Tron de Gretsch, diseñadas por Ray Butts en 1954 a petición de Chet Atkins para su Gretsch 6120.

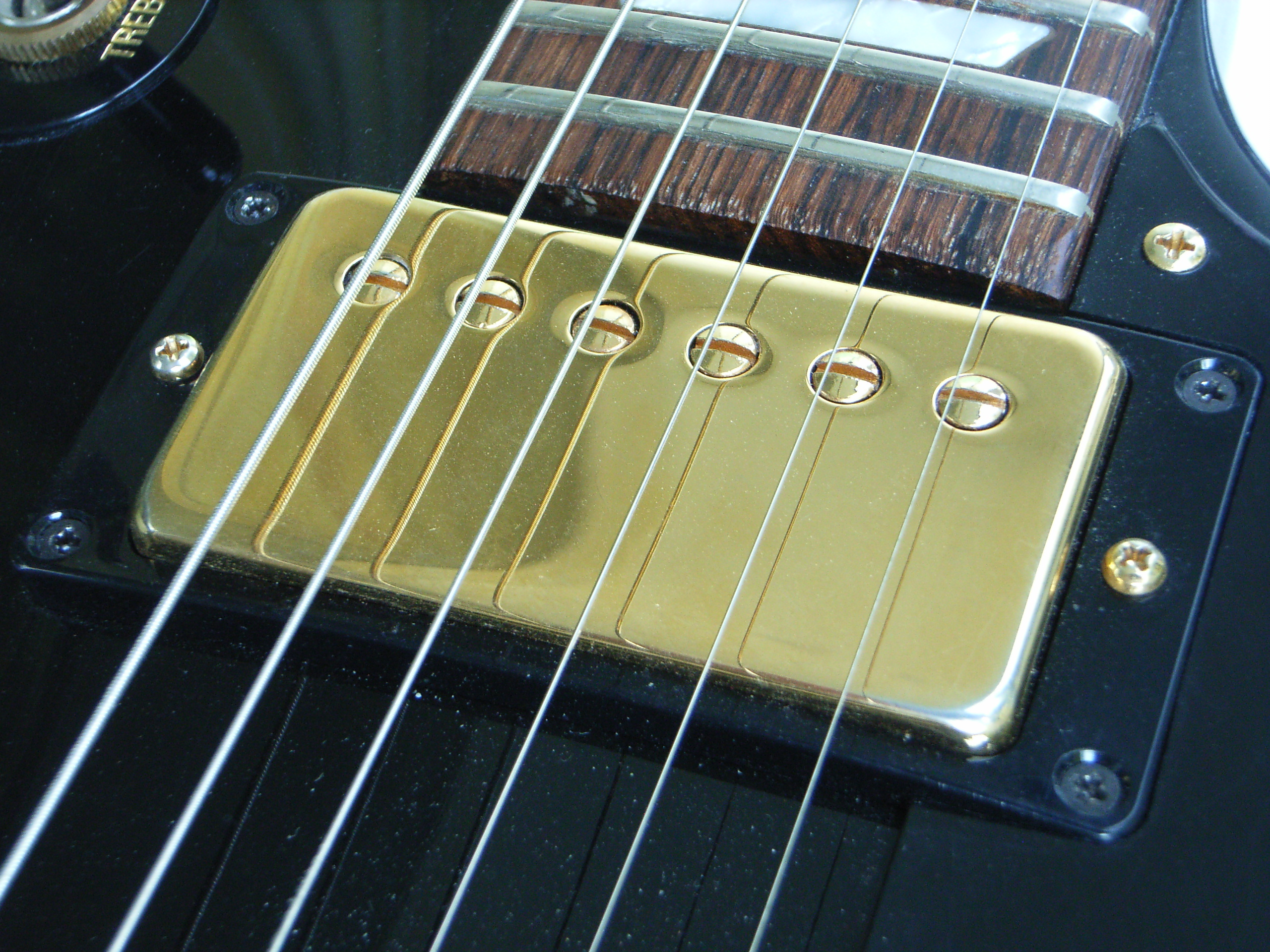
Pastilla PAF en una Gibson Les Paul

El extraño nombre para esta pastilla, PAF, no fue intencionado. Gibson y Seth Lover solicitaron la patente del diseño el 22 de junio de 1955. Tras ello, las Gibson Les Paul fueron equipadas con estas pastillas, con una pegatina en la parte inferior de la pastilla que decía Patent Applied For (una traducción aproximada sería "Pendiente de patente"). Finalmente se expidió una patente el 28 de julio de 1959. Dado que tomó cuatro años conseguir un número de patente y no tenía un nombre, muchos guitarristas la llamaban "PAF", y así se continuó llamando tras obtener la patente.
Las pastillas PAF pueden ser reconocidas por su diseño: tienen dos bobinas internas bajo una carcasa de metal de 1.5" x 2.75", con una de las bobinas alrededor de una fila de seis imanes ajustables, y la otra con una fila de imanes no ajustables. Las PAF comunes tenían alrededor de 5000 vueltas  de cable de cobre por bobina y una resistencia de 7.5 kΩ (el rango de las primeras pastillas era de 7.5 kΩ a 9.0 kΩ).

## Cronología
La etapa de 1956 a 1961 se conoce comúnmente como la era de las early PAFs (primeras PAF). Estas pastillas se usaron en lap steels en 1956, y en las guitarras eléctricas de cuerpo sólido Les Paul Gold Top y Les Paul Custom en 1957. Se reemplazaron las obsoletas P-90 (inventadas tras la Segunda Guerra Mundial) y las mejores patillas ofrecidas por Gibson, las P-90 "Staple", que fueron montadas únicamente en las Les Paul Custom y en los modelos archtops de más alta gama.
Estas primeras PAFs tendían a ser bastante diferentes unas de otras en términos de nivel de salida y tono. Muchos factores se citan como motivo de este hecho:
- Las máquinas de bobinado de Gibson eran operadas manualmente en aquel momento y no tenían mecanismos automáticos que cortaran el cable tras un número determinado de vueltas. Debido a esto el número de vueltas variaba de unas pastillas a otras y esto originaba diferentes niveles de salida y tono.
- Gibson usaba imanes de Alnico en las PAFs, el mismo imán usado en las P-90. El Alnico tiene varios grados distintos y diferentes propiedades magnéticas (los grados 2, 3, 4 y 5 son los comunes), y Gibson los seleccionaba aleatoriamente. El más común de ellos era el Alnico IV. El diseñador de pastillas británico Tim Mills de Bare Knuckle había hablado con Seth Lover, que reveló que los imanes que más usaban eran los Alnico IV. También se descubrió este hecho a través de facturas, que Gibson había comprado mucho imán Alnico IV.
- Las pastillas originalmente fabricadas en aquella época tienen alrededor de cuarenta años y por lo tanto sus características pueden haber cambiado significativamente con el tiempo, lo que incluye la desmagnetización de los imanes, así como el deterioro de las bobinas.

Las primeras pastillas fueron bobinadas con cable magnético del #42awg, de color púrpura, en contraposición a los tipos usados posteriormente, recubiertos de polimetilmetacrilato. En junio de 1961, Gibson estandarizó el proceso de construcción de las PAF, se instalaron interruptores automáticos en los bobinadores, con los que se evitaban que cada pastillas tuviera un nivel de salida distinto. Las primeras PAF del '61 eran casi idénticas a las de la etapa 1957-1960. A finales del año 1961 un nuevo imán, el Alnico 5, se convirtió en el estándar. Hacia1963, Gibson cambió los cables que venía usando a otros recubiertos de poliuretano para recortar gastos, cambiando el color del cable de púrpura a rojo. Por otro lado estas pastillas llevaban una pegatina nueva con el grabado "Patent No" escrito en ella, en lugar del "Patent Applied For". Entre 1965 y 1968 se instalaron bobinadores automáticos, con los que se pudieron construir pastillas con un número de vueltas más constante y una resistencia fija. En 1967 el diseño original de las PAF cambió. A estas pastillas se las conocía como "Pre-T-tops". Gibson comenzó a estampar el número de patente en algunas PAF después de haber obtenido una patente, (Patente USPTO n.º 2,896,491). La mayoría de las humbuckers fueron etiquetadas con Patente USPTO n.º 2,737,842 hasta 1962 y el número mostrado es realmente una patente de Gibson de su puente trapeze (tiracuerdas) y no de las pastillas. Las pastillas PAF marcadas con el número de patente incorrecto son bastante raras de encontrar hoy en día lo que las convierte en artículos de coleccionista bastante caros. A principios de los 70 Gibson comenzó a poner marcas en forma de T en las bobinas de sus pastillas. Esto ayudaba a los trabajadores a asegurarse de que las bobinas estaban colocadas de la manera correcta al ensamblarse. Durante la producción de estas pastillas se produjeron numerosos cambios en las especificaciones originales, como el uso de cuñas de madera de arce (reemplazado por plástico), o el tamaño de los imanes (se hicieron más pequeños). Estas pastillas se conocen como "T-tops". La producción de las mismas continuó hasta finales de los 70 y principios de los 80.
En 1981, Gibson se da cuenta de que hay un mercado demandante de pastillas vintage. Asignaron al ingeniero Tim Shaw para investigar y crear rediseños de las PAF más antiguas. En esa época Gibson lanzaba por primera vez guitarras Les Paul construidas con especificaciones vintage (denominadas posteriormente prehistóricas, por ser precursoras de la línea Custom Shop, que fabrica guitarras con especificaciones clásicas). Tim Shaw investigó e intentó recrear los detalles de las antiguas pastillas pero, desafortunadamente, bajo el esrticto mando de la compañía Norlin, muchas de estas ideas fueron vistas como demasiado caras y sin rentabilidad. Sin embargo, Shaw tuvo la posibilidad de rediseñar el bobinado sin la "T" que se había usado durante la década anterior y reintroducir el agujero rectangular dentro de la bobina, y, aún más importante, utilizar un imán más fino con la anchura correcta para las pastillas PAF. Descubrió también que el hilo de cobre usado en las antiguas PAF estaba esmaltado. Dado que usaban hilo cubierto de poliuretano, intentó convencer a la compañía de usar hilo de cobre esmaltado. En aquel momento, el hilo esmaltado costaba aproximadamente un dólar más caro, y el cambio no fue aprobado. Encontró antiguos documentos que explicaban el número de vueltas usadas en las bobinas, y llegó a contactar con el diseñoador original Seth Lover y hablaron sobre las piezas usadas en estas pastillas. El esfuerzo de Tim Shaw, si bien no consiguió todos los objetivos que esperaba, proporcionó un gran salto adelante en la búsqueda de información de las pastillas PAF.

## Variantes modernas
Hoy en día, la pastilla PAF es considerada una humbucker clásica con una salida relativamente baja y un tono suave y dulce. Sin embargo, las PAF originales son escasas y muy caras, por lo que la mayoría de los fabricantes producen copias del diseño original.
Entre las pastillas más destacables se incluyen:
- La SH-55 modelo Seth Lover de Seymour Duncan. Una pastilla moderna que reproduce el prototipo de la '55 diseñado por Seth Lover con gran detalle: cubierta de plata niquelada (no es de latón), hilo de cobre esmaltado del #42, imanes de Alnico 2, cuña de madera, y cinta adhesiva negra. Seth y Seymour eran grandes amigos, y el primero dio al segundo todas las especificaciones técnicas. Además, Seymour posee una máquina de bobinado de Gibson de los años 50, y todas las SH-55 están bobinadas con ella.
- SH-1 Modelo '59 de Seymour Duncan. Una réplica de las PAF de finales de los 50, da un sonido ligeramente más gordo, más conocido por ser un sonido característico de famosos guitarristas de blues y rock de los sesenta.
- Antiquity Humbucker (11014-01 y 11014-05) de Seymour Duncan. Una réplica casi exacta de las PAF de finales de los cincuenta, con una técnica patentada de envejecimiento.
- SH-5 Duncan Custom de Seymour Duncan. Esta pastilla tiene diferencias notables con respecto a la mayoría de las PAF (incluyendo el uso de imanes cerámicos en lugar de Alnico), pero fue diseñada para imitar una PAF ofreciendo mayor salida y compresión.
- Kent Armstrong (hijo de Dan Armstrong) fabrica una variedad de modelos PAF.
- Gibson "'57 Classic", la pastilla PAF más común de Gibson. El bobinado va recubierto de cera. Desde mediados de los ochenta, es la elección por defecto de Gibson para la mayoría de guitarras de mayor nivel
- Gibson Burstbucker. Una nueva versión de las PAF diseñada por Gibson. La bobina no está recubierta de cera, son las réplicas más fiel de Gibson, y vienen por defecto en la line Historic de las Reissue Les Paul.
- SKATTERBRANE Earthbrane. Pastillas PAF con la bobina sin recubrir. Se caracteriza por usar hilo de cobre del 42awg recubierto de esmalte de resina, imanes ásperos, bobinas de butanoato de metilo y cuña de arce. También incluye cubiertas de plata alemana.
- DiMarzio PAF (DP103). Una de las primeras réplicas, con imanes de Alnico 5 y las bobinas recubiertas de cera, cuatro cables para hacer "coil split" y cableado en serie/paralelo.
- DiMarzio PAF Classic Puente(DP195) y Mástil (DP194). Pastillas PAF con cubiertas preinstaladas, con un baño de cera doble (antes y después de la instalación de la cubierta).
- DiMarzio Virtual Hot PAF (DP214), Virtual PAF Bridge (DP197), Virtual PAF Neck (DP196). Pastillas construidas con la tecnología patentada Virtual Vintage que permite unas características más equilibradas.
- Bare Knuckle Pickups The Mule. Una réplica más certera de las PAF con bobinas sin recubrir: The Mule usa una placa base y una cubierta de plata-nickel, hilo de cobre del #42AWG, imanes Alnico 4 sin pulir, cuña de arce y bobinas de butanoato de metilo.
- Throbak Electronics MXV Maximum Vintage Series PAF. Throbak fabrica sus PAF vintage replicando, de la manera más exacta posible, el proceso y los materiales usados en la producción de las PAF originales. Sus bobinas están hechas en el mismo tipo de máquinas (Leesona 102), y en algunos casos con las máquinas originales (como la Slug 101 diseñada y fabricada por Gibon), que producían las PAF originales en la fábrica de Gibson en Kalamazoo en los años cincuenta.